# Creu de Ferro (Fígols)
La Creu de Ferro és una muntanya de 2.297 metres que es troba entre els municipis de Fígols i de Saldes, a la comarca catalana del Berguedà.